# Sinh vật lưỡng tính

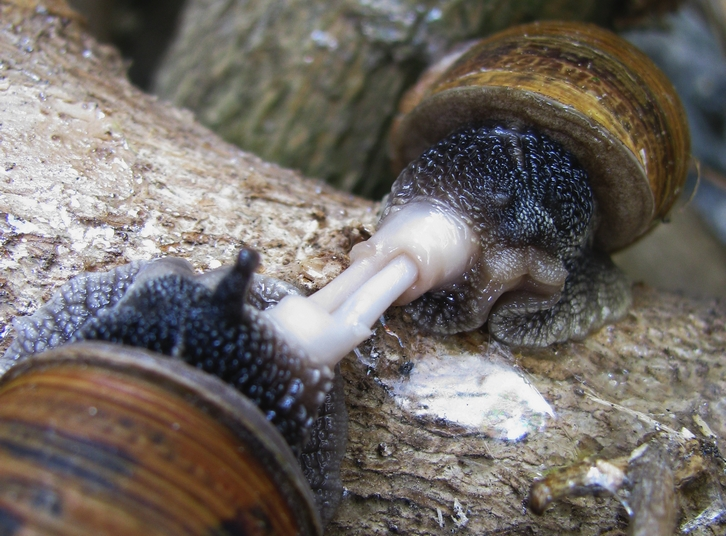
Một cặp Cornu aspersum đang giao phối

Trong sinh học, một sinh vật lưỡng tính là một sinh vật có cơ quan sinh dục và tạo nên giao tử của cả giống đực và cái. Ở nhiều nhóm động vật (chủ yếu là động vật không xương sống), không có sự phân biệt về giống ở mỗi cá thể. Trong những nhóm này, sự lưỡng tính là điều hiển nhiên, tạo nên một dạng sinh sản hữu tính mà mỗi cá thể đều có thể là "đực" hay "cái". Ví dụ, đa số động vật sống đuôi, thân mềm có phổi và sên lãi là động vật lưỡng tính. Sự lưỡng tính cũng hiện diện ở một số loài cá và một ít động vật có xương sống khác. Đa phần thực vật cũng lưỡng tính.
Ước tính có chừng 65.000 loài động vật lưỡng tính. Số loài động vật lưỡng tính chiếm khoảng 0,7% trong tổng số ước tính 8,6 triệu loài động vật trên Trái Đất.